# Joseph Quinn
Joseph Quinn (sinh ngày 26 tháng 1 năm 1994) là nam diễn viên người Anh. Anh nổi tiếng với vai Eddie Munson trong phần bốn của sê-ri phim Stranger Things (Netflix, 2022). Anh cũng từng đóng các phim Dickensian (2016), Howards End (2017) và Les Misérables (2018) và Catherine the Great (2019). Năm 2024, anh thủ vai Eric trong phim điện ảnh A Quiet Place: Day One.

## Tiểu sử
Quinn sinh ra và lớn lên tại vùng South London. Từ năm 2007 tới 2012, anh học tại trường tư thục Emanuel. Sau đó anh theo học Viện Âm nhạc và Nghệ thuật Luân Đôn (LAMDA), tốt nghiệp năm 2015.

## Sự nghiệp
Sau khi tốt nghiệp LAMDA, Quinn thủ vai chính Arthur Havisham trong phim truyền hình Dickensian của đài BBC One. Năm 2017, anh tham gia phim ngắn điện ảnh mang tên KIN và thủ vai Koner trong mùa bảy của phim cổ trang Game of Thrones.
Năm 2022, nam diễn viên nổi tiếng toàn cầu với vai Eddie Munson trong phần bốn của sê-ri phim Stranger Things. Vai diễn mang về cho anh một đề cử giải Sao Thổ ở hạng mục "Nam phụ xuất sắc nhất trong phim phát trực tuyến". Năm 2023, anh thắng giải "Phần diễn xuất đột phá nhất" tại MTV Movie & TV Awards cũng với phim này.
Vào năm 2024, Quinn tham gia phim A Quiet Place: Day One của hãng Paramount Pictures, một phim kinh dị do Michael Sarnoski đạo diễn và đã được phát hành ngày 28 tháng 6. Anh cũng sẽ thủ vai Geta trong Gladiator II của đạo diễn Ridley Scott, dự kiến ra mắt ngày 22 tháng 11. Trước đó vào tháng 2, anh được công bố sẽ vào vai Johnny Storm / Human Torch trong phim siêu anh hùng The Fantastic Four (Bộ tứ siêu đẳng) của Vũ trụ Điện ảnh Marvel, dự kiến ra rạp ngày 25 tháng 7 năm 2025. Ngoài ra, anh cũng đã được mời đóng các phim Warfare của nhà sản xuất A24 và đạo diễn Alex Garland cũng như phim kinh dị Relapse của Bret Easton Ellis.

## Danh sách phim

### Điện ảnh
| Năm  | Tên                         | Vai          | Ct            |
| ---- | --------------------------- | ------------ | ------------- |
| 2018 | Overlord                    | Grunauer     |               |
| 2019 | Make Up                     | Tom          | [ 23 ]        |
| 2023 | Hoard                       | Michael      | [ 24 ]        |
| 2024 | Vùng đất câm lặng: Ngày một | Eric         | [ 25 ] [ 26 ] |
| 2024 | Võ sĩ giác đấu II           | Geta         | Hậu kỳ        |
| 2025 | Bộ tứ siêu đẳng             | Johnny Storm |               |
| TBA  | Warfare                     |              | Đang quay     |

### Truyền hình
| Năm       | Tên                  | Vai             | Ct                       |
| --------- | -------------------- | --------------- | ------------------------ |
| 2011      | Postcode             | Tim             | Tập #1.1                 |
| 2015–2016 | Dickensian           | Arthur Havisham | 19 tập                   |
| 2017      | Trò chơi vương quyền | Koner           | Tập: "The Spoils of War" |
| 2017      | Howards End          | Leonard Bast    | 4 tập                    |
| 2017      | Timewasters          | Ralph           | 2 tập                    |
| 2018      | Les Misérables       | Enjolras        | 3 tập                    |
| 2019      | Catherine the Great  | Tsarevich Pavel | 4 tập                    |
| 2020      | Strike               | Billy Knight    | 4 tập                    |
| 2020      | Small Axe            | PC Dixon        | Tập: "Mangrove"          |
| 2022      | Cậu bé mất tích      | Eddie Munson    | Mùa 4                    |

### Sân khấu
| Năm  | Tên        | Vai    | Đạo diễn            | Sân khấu               | Ct            |
| ---- | ---------- | ------ | ------------------- | ---------------------- | ------------- |
| 2016 | Deathwatch | Morris | Geraldine Alexander | Print Room             |               |
| 2017 | Wish List  | Dean   | Matthew Xia         | Royal Court Theatre    | [ 28 ]        |
| 2017 | Mosquitoes | Luke   | Rufus Norris        | Royal National Theatre | [ 29 ] [ 30 ] |